# Viscount Ranelagh

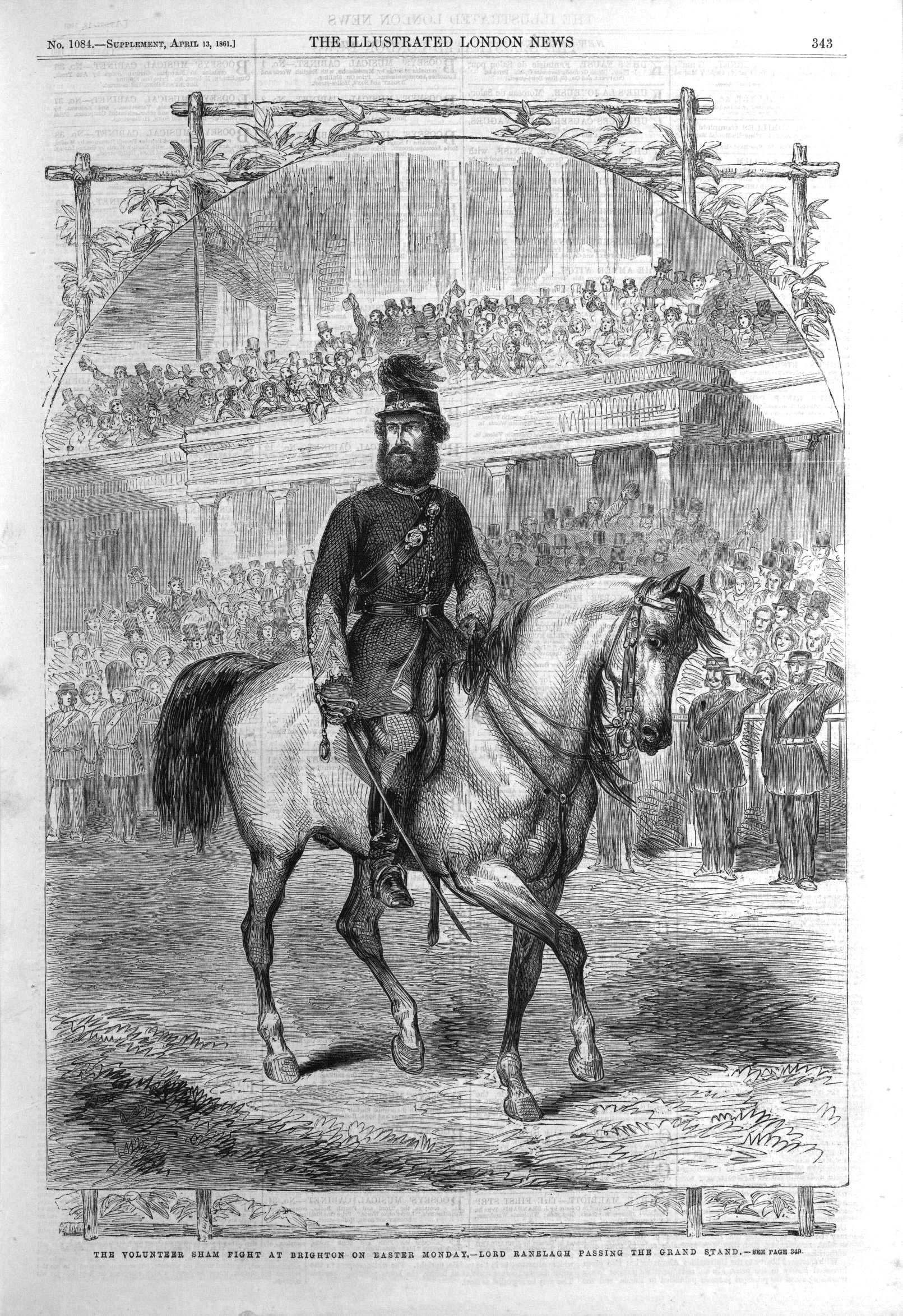
Thomas Jones, 7. Viscount Ranelagh

Viscount Ranelagh war ein erblicher britischer Adelstitel in der Peerage of Ireland, der nach dem Ort Ranelagh, heute Stadtteil von Dublin, benannt war.

## Verleihung und Geschichte des Titels
Der Titel wurde am 25. August 1628 von König Karl I. für Sir Roger Jones geschaffen. Zusammen mit der Viscountwürde wurde ihm der nachgeordnete Titel Baron Jones, of Navan in the County of Meath, verliehen.
Sein Enkel, der 3. Viscount, war Schatzkanzler des Königreichs Irland und wurde am 11. Dezember 1677 in der Peerage of Ireland zudem zum Earl of Ranelagh erhoben. Da sein einziger Sohn jung und vor ihm starb, erlosch der Earlstitel bei seinem Tod am 5. Januar 1712. Die Viscountcy und Baronie fielen an den Großonkel zweiten Grades, der seinen Anspruch zunächst nicht erkannte und erst 1759 als 4. Viscount bestätigt wurde. Beide Titel erloschen schließlich beim kinderlosen Tod von dessen Großneffen, dem 7. Viscount, am 13. November 1885.

## Liste der Viscounts Ranelagh (1628)
- Roger Jones, 1. Viscount Ranelagh (vor 1612–1643)
- Arthur Jones, 2. Viscount Ranelagh (vor 1625–1669)
- Richard Jones, 1. Earl of Ranelagh, 3. Viscount Ranelagh (1641–1711)
- Charles Jones, 4. Viscount Ranelagh († 1798) (Titel bestätigt 1759)
- Charles Jones, 5. Viscount Ranelagh (1761–1800)
- Thomas Jones, 6. Viscount Ranelagh (1763–1820)
- Thomas Jones, 7. Viscount Ranelagh (1812–1885)